# Pipreola arcuata
Pipreola arcuata là một loài chim trong họ Cotingidae.